# Poliszémia
A szemantikában a poliszémia terminus leggyakoribb meghatározása szavak azon tulajdonságára vonatkozik, hogy egynél több jelentésük van. Egyes szerzők hozzáteszik, hogy e jelentések viszonyban vannak egymással, mivel egy alapjelentésből származnak. Olyan kiegészítése is van a meghatározásnak, hogy a poliszémia szó állapota, melyben vagy egyazon tárgy több szemantikai tulajdonságát jelzi, vagy több tárgy közös szemantikai tulajdonságát. Egyes nyelvészek a szóról a nyelvi jelre terjesztik ki a definícióban szereplő fölérendelt fogalmat. Ebben az értelemben toldalékok poliszémiájáról is van szó.
A szavak nagy része több jelentésű, és a poliszémia gazdaságos eszköze a szókészlet gyarapításának. Egyes nyelvészek, például Michel Bréal , aki bevezette a „poliszémia” terminust a nyelvészetbe, kapcsolatot látnak az egy bizonyos nyelv által hordozott kultúra fejlődése és a szavak jelentéseinek gyarapodása között. Észrevették azt is, hogy a poliszémia mértéke a szavak használatának gyakoriságától is függ: minél gyakoribb egy szó, annál több jelentése van.
A poliszémia fogalom két másik fogalommal áll ellentétben. Az egyik a monoszémia (egyjelentésűség), a másik pedig a homonímia (szavak azonos alakúsága). Az, hogy két szó azonos alakjának esetében poliszémiáról vagy homonímiáról van-e szó, nem mindig világos. Másrészt nem mindig könnyű megállapítani, hogy egy szónak több különböző jelentése van-e vagy csak egy homályos jelentése.

## Poliszémia és monoszémia
A poliszémia hasznos a szókészlet gyarapítására általában, de gyakran hátránynak érzik a tudományos gondolkodás szempontjából, amint az például Gottfried Wilhelm Leibniz filozófus és matematikusnál látszik. A szaknyelvekben az a tendencia, hogy a terminusokat egyetlen jelentéssel használják, a félreérthetőséget elkerülendő. Lehet szó olyan szavakról is, melyek úgy az általános szókészlethez, mint egy-egy szakterület szókincséhez tartoznak. Például a vas szó a kémiában csak egy bizonyos fizikai és kémiái tulajdonságokkal rendelkező fémet nevez meg, de az általános szókészletben megnevezhet ebből a fémből vagy ezt a fémet tartalmazó ötvözetből készült tárgyat is.

## Poliszémia és homonímia
Észrevehető, hogy olykor ugyanazt a szót különféleképpen kezelik különböző szótárakban: egyikben több jelentésűként, másikban mint más szó homonimájaként. Ez annak tudható be, hogy nem mindig határolható el a poliszémia a homonímiától. Többféle kritériumot próbáltak már alkalmazni az elhatárolásukra, de mindegyiknek megvannak a korlátai.
Az egyik kritérium etimológiai lehet. Ha két szó azonos alakú, de biztosan lehet tudni, hogy két különböző szóból származnak, és jelentéseik teljesen különbözőek, semmiféle kapcsolat sincs közöttük, akkor homonimákról van szó. Példa az angol nyelvben plane ’gyalu’ vs. plane ’repülőgép’. Ellenben a francia dessin ’rajz’ és dessein ’szándék, terv’ szavakat homonimáknak tekintik, bár ugyanabból az olasz disegnare igéből származnak, melynek két jelentése van, ’rajzolni’ és ’tervezni’, és amelyek a két francia szó alapjai.
A poliszémia akkor ismerhető fel világosan, ha a beszélők érzékelik, hogy egy szónak van egy alapjelentése, amely kontextustól független, és hogy ebből ered egyéb jelentése, amely kontextusfüggő.
Egy másik kritérium nyelvtani lehetne, például a grammatikai nemek, amelyek a franciában megkülönböztetnek jelentéseket, pl. le pendule (hímnem) ’az inga’ vs. la pendule (nőnem) ’falióra’. Azonban, sajnos, a nemek megkülönböztetnek homonimákat is: le vase (hn.) ’a váza’ vs. la vase (nn.) ’az iszap’.

## Poliszémia és metonímia
Sok esetben nem lehet megállapítani, ha egy szónak egyetlen homályos jelentése van, vagy több jelentése. Például Kálmán – Trón 2007 szerint vitatható, hogy egy tárgy nevének különböző jelentése van az alapjelentésétől, amikor metonímiaszerűen használt. Példa: Eldugtam/Befejeztem a könyvet. Világos, hogy az Eldugtam a könyvet mondatban a könyvről mint tárgyról van szó, és hogy Befejeztem a könyvet azt jelenti, hogy ’Befejeztem a könyv tartalmának a megismerését’, de nincs szó a ’könyv’ szó két jelentéséről. Azt a következtetést, hogy metonímia útján nem keletkezik új jelentés, abból lehetne levonni, hogy egy bizonyos metonímia lehetséges egy bizonyos nyelvben, de lehetetlen egy másikban. Példa: (angolul) The roastbeef has not payed yet ’A bifsztekes vendég még nem fizetett’ (szó szerint ’A bifsztek még nem fizetett’). Furcsa lenne azt mondani, hogy az angolban minden étel nevének két jelentése van, az alapjelentése, és az, hogy ’olyan vendég, aki az illető ételt rendelte’.
Más nyelvészek úgy vélik, hogy a poliszémia a metonímia egyik típusának tekinthető. Például az opera szó eredeti jelentése ’zenekísérettel előadott énekes drámai mű’, és metonímiaként jelentheti magát az intézményt, azt a helyet, ahol ilyen művet rendszeresen előadnak (’operaház’), magát az előadást, az operaház társulatát, az opera kottáját, az operát tartalmazó CD-t stb.

## Poliszémia és metafora
Biztos eszköze új jelentések képzésének a metafora, azzal a feltétellel, hogy nem csak alkalmi. Ha a beszélő azt mondja egy szobáról, hogy ’váróterem’, mert nagy és üres, akkor alkalmi metaforáról van szó, amelynek stiláris ereje van anélkül, hogy ezzel a ’váróterem’ szó új jelentést kapna. Ellenben az ’egér’, amely alapjelentése szerint egy rágcsálófajtát nevez meg, számítógépes periféria megnevezéseként használva már nem alkalmi metafora, hanem olyan, amely új jelentést adott a szónak, bár eredetileg ez is alkalmi metafora lehetett.

## Toldalékok poliszémiája
Egyes nyelvészek a poliszémia fogalmába értik egyazon toldalék esetleges több jelentését is.
Egyes képzők egyben a szókészlethez és a grammatikai rendszerhez tartoznak. Ilyen például a magyar -ság/ség képző, amely főnevet képez melléknévből vagy más főnévből. Az alábbi jelentései lehetnek:
- elvont tulajdonság: jóság;
- állapot: egészség;
- személyek csoportja: magyarság;
- intézmény és helyisége: kapitányság;
- mesterség és gyakorlásának helyisége: szabóság.

Vannak csupan grammatikai képzők is, mint például a magyar -kod(ik)/-ked(ik)/-köd(ik) és -ód(ik)/-őd(ik). Alapjelentésük visszaható (pl. mosakodik), de lehet cselekvő (gúnyolódik), mediális (bánkódik) és a szenvedőhöz közeli jelentése is (elintéződik).
Itt említhető meg a magyar igekötők poliszémiája is, amennyiben más nyelvekben prefixumoknak felelnek meg. Például a ki- igekötő a ki határozószóból származik, melynek igekötőként is ez az alapjelentése, pl. a kimegy igében. Ezen kívül ugyanannak az igekötőnek különféle elvont, metaforikus jelentései is vannak, például ’az ember agya tartály; a gondolatok tárgyak, melyek az agyból kijönnek’ metafora található a kigondol igében.

### Közvetlen források
- Bokor József. Szófajtan. A. Jászó Anna (szerk.) A magyar nyelv könyve. 8. kiadás. Budapest: Trezor. 2007. ISBN 978-963-8144-19-5. 197–253. o. (Hozzáférés: 2018. március 26)
- (angolul) Bussmann, Hadumod (szerk.) Dictionary of Language and Linguistics Archiválva 2022. január 23-i dátummal a Wayback Machine-ben (Nyelvi és nyelvészeti szótár). London – New York: Routledge. 1998. ISBN 0-203-98005-0 (Hozzáférés: 2018. március 26)
- (románul) Constantinescu-Dobridor, Gheorghe. Dicționar de termeni lingvistici (Nyelvészeti terminusok szótára). Bukarest: Teora, 1998; az interneten: Dexonline. DTL (Hozzáférés: 2018. március 26)
- (angolul) Crystal, David. A Dictionary of Linguistics and Phonetics (Nyelvészeti és hangtani szótár). 6. kiadás. Blackwell Publishing. 2008. ISBN 978-1-4051-5296-9 (Hozzáférés: 2018. március 26)
- (franciául) Dubois, Jean et al. Dictionnaire de linguistique (Nyelvészeti szótár). Párizs: Larousse-Bordas/VUEF. 2002 (Hozzáférés: 2023. június 14.)
- (angolul) Eifring, Halvor – Theil, Rolf. Linguistics for Students of Asian and African Languages Archiválva 2017. augusztus 29-i dátummal a Wayback Machine-ben (Nyelvészet ázsiai és afrikai nyelveket tanulmányozó hallgatók számára). Oslói Egyetem. 2005 (Hozzáférés: 2018. március 26)
- (magyarul) Gyuris Beáta – Kiefer Ferenc. 7. fejezet – Szemantika. In Kiefer Ferenc (főszerk.). Magyar nyelv. Budapest: Akadémiai Kiadó. 2006. ISBN 963-05-8324-0. 125–161. o. (Hozzáférés: 2023. )
- Hangay Zoltán. Jelentéstan. In A. Jászó Anna (szerk.) A magyar nyelv könyve. 8. kiadás. Budapest: Trezor. 2007. ISBN 978-963-8144-19-5. 477–520. o. (Hozzáférés: 2018. március 26)
- Kálmán László – Trón Viktor. Bevezetés a nyelvtudományba. 2., bővített kiadás. Budapest: Tinta. 2007, ISBN 978-963-7094-65-1 (Hozzáférés: 2018. március 26)
- (románul) Pănculescu, Dorina – Bădescu, Ilona. Reprezentarea semantică a lexemului nas în limba română curentă actuală (Az orr lexéma szemantikai ábrázolása a mai román szokásos nyelvi regiszterben). Analele Universității din Craiova (A Craiovai egyetem évkönyvei). Bölcsésztudományok sorozata. Nyelvészet. 32. évf. 2010. 1–2. sz. Craiova: Universitaria, ISSN 1224-5712. 330–337. o. (Hozzáférés: 2018. március 26)
- (franciául) Trésor de la langue française informatisé (TLFi) (A francia nyelv számítógépes tezaurusza) (Hozzáférés: 2018. március 26)

### Közvetett források
- (franciául) Bréal, Michel. Essai de sémantique (science des significations) [Szemantikai esszé (a jelentések tudománya)]. Párizs: Hachette. 1897 (Hozzáférés: 2018. március 26)
- (angolul) Zipf, George Kingsley. Selected studies of the principle of relative frequency in language (Válogatott tanulmányok a nyelvi viszonylagos gyakoriság elvéről). Cambridge (Massachusets): Harvard University Press. 1932